# Wandelroute GRP125
De wandelroute GRP125, als streekpad (GRP, Streek-GR) ook wel aangeduid als Tour de l'Entre-Sambre-et-Meuse, is in totaal 271 kilometer lang en loopt in lusvorm door Henegouwen en Namen van Walcourt tot Anseremme. Het GR-pad loopt onder andere door het Natuurpark Viroin-Hermeton en het Nationaal Park L'Entre-Sambre-et-Meuse. Het parcours loopt langs  Walcourt - Cerfontaine - Froidchapelle - Virelles - Nismes - Treignes - Hierges - Soulme - Hastière - Freÿr - Dinant - Godinne - Namen - Flawinne - Floreffe - Fosses - Mettet - Fraire - Walcourt.

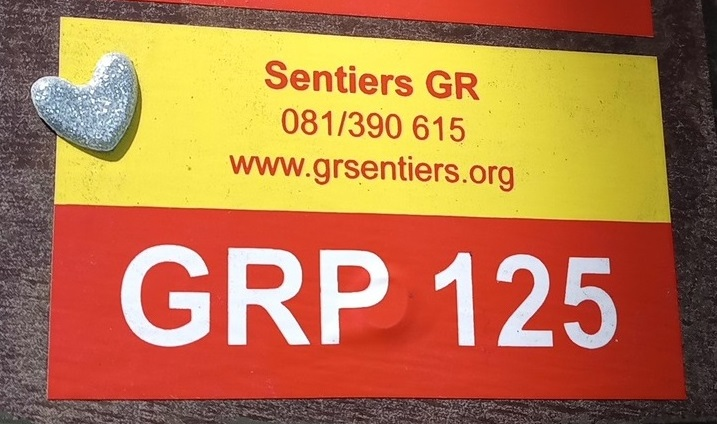
Markering
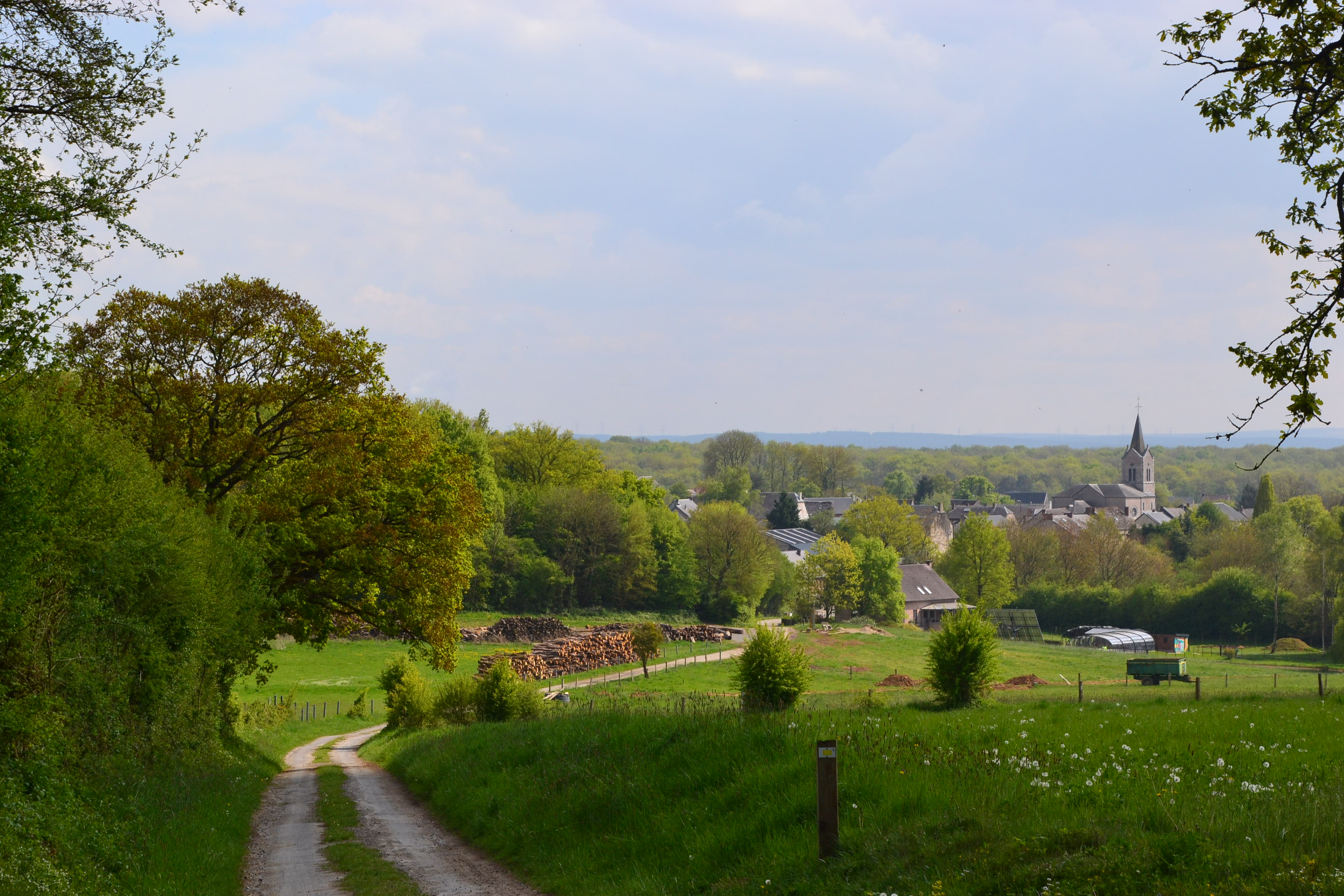
Gezicht op Vodelée, gem. Doische